# ملعب متروبوليتانو دي مريدا
ملعب متروبوليتانو دي مريدا (بالإسبانية:Estadio Metropolitano de Mérida) هو ملعب كرة قدم في مدينة ميريدا الفنزويلية. تم بناءه لاستضافة فنزويلا كوبا أميركا 2007. تم افتتاحه لأول مرة في عام 2005 وذلك للألعاب الفنزويلية الوطنية، وبعدها تم غلق الملعب واستكمال عمليات البناء حتى 2007. يتسع الملعب لحوالي 42200 متفرج.
حيث قيم في ما بعد الانتهاء من البناء, افتتاحية كاس أمريكا 2007 أو Copa Ámerica 2007 بالإسبانية,
الذي انتصرت به البرازيل على الأرجنتين في الدور النهائي.